# Handarbetets vänner

Svarvad taburett med broderad sitts. Tyg tillverkat på beställning i januari 1899 hos Handarbetets vänner. Hallwylska museet.

Handarbetets vänner (HV) grundades 1874 under det fullständiga namnet Föreningen Handarbetets vänner på initiativ av Sophie Adlersparre. Föreningen grundades i syfte att främja den svenska textila slöjden och var en del av ett led i att ge kvinnorna en möjlighet till egen försörjning. Redan från början fanns parallellt med det konstnärliga arbetet en pedagogisk ambition, först som internutbildning och 1891 genom kurser för vävlärare. Handarbetets Vänner inrättade en mönsterateljé, delade ut uppdrag till väverskor runtom i landet och startade en utbildning av vävlärarinnor.
Idag är HV är ett aktivt och utåtriktat centrum för utbildning, utveckling, tillverkning och experiment av avancerade textilier och design. HV bevarar och vidareutvecklar avancerad hantverkskompetens för att möta nya konstnärliga och formmässiga uttryck.

## Grundandet
Föreningen Handarbetets vänner bildades år 1874 av Sophie Adlersparre (1823–1895) tillsammans med Hanna Mathilda Winge (1838–1896) och Molly Rohtlieb (1836–1914). Hanna Winge blev även föreningens första konstnärliga ledare och var under flera år den ledande kraften. 

## Mönsterateljé och utbildning
Föreningen drev en mönsterateljé och delade ut textila uppdrag för vävning. 1924 startade utbildning av vävlärarinnor. Mellan 1934 och 1964 var föreningen huvudman för skolan Sätergläntan i Dalarna. Sedan 1964 utbildar Handarbetets vänner konsulenter till hemslöjden.

## Experiment
Under Agnes Brantings ledning kring sekelskiftet experimenterades mycket med stora vävda tapeter efter kartonger av svenska konstnärer. När Carin Wästberg tillträdde 1910 skapades HV-tekniken (där HV i själva verket är föreningens förkortning!), en förenklad gobelängteknik för vanlig vävstol.

## Kyrkliga textilier

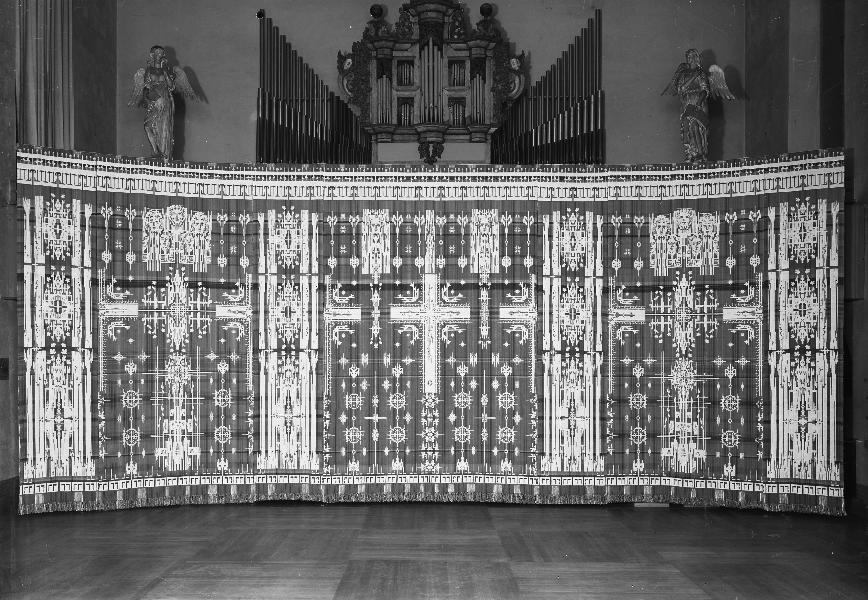
Bonad utförd av Handarbetets Vänner i Sankta Birgittas kapell, Skövde.

Under Greta Gahns ledning från 1931 blev inriktningen starkare mot det monumentala kyrkotextilieområdet.

## Licium
Licium nytillverkar och renoverar/konserverar kyrkotextil och konst för kyrkorummet.
Licium startades 1904 som en ateljé för kyrklig och heraldisk textil konst, av Agnes Branting, tidigare direktris vid Handarbetets Vänner 1891–1904, och Mimmi Börjeson, en av HV:s skickligaste brodöser. Dessa två stod officiellt för firman. HV:s förutvarande ordförande Anna Wallenberg stödde den nya firman både ekonomiskt och moraliskt. Sofia Gisberg, textilkonstnär och lärare vid Tekniska skolan, som också varit verksam hos HV, blev vid sidan av Agnes Branting Liciums första textilkonstnär.
Licium är sedan 1952 ett dotterbolag i föreningen Handarbetets Vänner.

## Kontakt med konstnärer
Edna Martin som tog över 1951 prioriterade nyskapande och gav föreningen en vitaliseringsperiod med utökade kontakter till formgivare och konstnärer, men alltjämt med en inriktning mot de monumentala vävarna för offentlig utsmyckning. Fram till 1963 förekom utbildning av vävlärarinnor.
1978 övertog Åsa Bengtsson ledningen i föreningen.

## Utbildning
HV bedriver två utbildningar;

### Textilhantverk Basår (1 år)
På den ettåriga textilutbildning får studerande lära sig att fritt utveckla egna idéer utifrån olika grundtekniker. I den praktiska utbildningen går den studerande kurser i vävning, konstsömnad och stickning. Efter det första året behärskar den studerande olika grundläggande tekniker och metoder för vidareutveckling och nyskapande inom det textila området. Textilhantverk Basår ger studerande möjlighet att söka vidare till Handarbetets Vänner Skolas tvååriga Högre textil hantverksutbildning. Utbildningen är också förberedande för vidare studier inom konst, mode och/eller textil på högskolor som till exempel Konstfack, Beckmans skola, Borås Textilhögskola och HDK.

### Högre textil hantverksutbildning (2 år)
Högre textil hantverksutbildning som är tvåårig ger den studerande möjlighet att fördjupa sina kunskaper inom textilhantverk. 
De studerande får omfattande praktiska och teoretiska kunskaper i vävning, bindningslära, konstsömnad, materiallära och textilhistoria. 
I ämnet ekonomi får de studerande grundläggande kunskaper om småföretagande och de ekonomiska villkoren för att bedriva verksamhet inom det textila hantverksområdet. Inom ämnet formgivning ges den studerande möjlighet att fritt utveckla egna idéer och eget konstnärligt uttryck. I skolans textilfärgeri färgar studerande egna garner och tyger utifrån egen design. 
Många av studerande väljer att efter utbildningen starta egen firma och arbetar med textil och konstnärlig verksamhet i egen ateljé. Det kan handla om att samarbeta med arkitekter, textil design, göra textila beställningsjobb eller delta i konsthantverksutställningar. 
Utbildningen är också förberedande för vidare konst, konsthantverk, mode och/eller textilstudier på högskolor som till exempel Konstfack, Beckmans skola, Borås Textilhögskola och HDK.